# Hörzu
Die Hörzu (bis 1972 Hör Zu!) ist eine seit 1946 erscheinende und damit die erste deutsche Programmzeitschrift nach 1945 (damals 250.000 Exemplare, 30 Pfennig, 12 Seiten, nur Hörfunkprogramm). Ihre Geschichte ist eng mit der des Axel-Springer-Verlags verbunden, bei dem die Hörzu bis zum Jahr 2013 erschien.
2019 erschien Hörzu freitags mit einer Auflage von 929.000 Exemplaren (bei der Funke Mediengruppe). Der Verkauf der Zeitschrift von Springer an Funke bedurfte der Genehmigung der Kartellbehörden.

## Geschichte und Entwicklung

### Vorgeschichte
Im Sommer 1945 wurde nach dem Zweiten Weltkrieg der Rundfunkbetrieb in Deutschland wieder aufgenommen und neben lizenzierten Tageszeitungen auch der Verlag von Programmzeitschriften genehmigt. Der 33-jährige Axel Springer plante zusammen mit John Jahr senior und Max Schmeling den Einstieg in das Verlagsgeschäft und erhielt von den Alliierten, nicht zuletzt weil er nicht NSDAP-Mitglied gewesen war, am 11. Dezember 1945 eine Verlagslizenz. Sie galt für den Altonaer Verlag Hammerich & Lesser, in dem Springer gemeinsam mit seinem Vater Hinrich Kalender und Unterhaltungsromane verlegte.
Nachdem mehrere Lizenzanträge, zum Beispiel für die Tageszeitung Hamburger Telegraph oder das Programmblatt Das hört die Welt, abgelehnt oder zurückgezogen wurden, gelang Springer die Übernahme eines rundfunknahen Verlagsprojekts. Die britischen Besatzer, namentlich der Chief Controller Hugh C. Greene, wollten ausgewählte Rundfunkbeiträge zusätzlich in gedruckter Form vertreiben und lieber in die Hände eines unabhängigen Verlegers geben, als es den Rundfunkanstalten selbst zu überlassen. So begann Springer im April 1946 mit der Herausgabe der Nordwestdeutschen Hefte, die Berichte aus dem Programm des NWDR abdruckten.

### Lizenzantrag und Erstausgabe
Im Frühjahr 1946 stellte Springer den Antrag an die britische Press Section, eine Programmzeitschrift herauszugeben. Er argumentierte:

„Über die Notwendigkeit der Veröffentlichung der Programme aus politischen, wirtschaftlichen, kulturellen und vielen anderen Gründen besteht kein Zweifel. Die Rundfunksender wünschen, wie auch die Bevölkerung, eine Programm-Zeitschrift. Der heutige Zustand der Durchgabe des Programms (B.B.C.-London fordert beispielsweise allwöchentlich seine Hörer auf, mit Bleistift und Papier das Programm der Woche zu notieren) kann nur eine Notlösung sein, die hauptsächlich auf den heutigen Papiermangel zurückzuführen ist. Wir glauben darauf hinweisen zu dürfen, daß das Erscheinen einer Rundfunk-Zeitschrift zu den vordringlichsten Aufgaben der Publikation gehört.“

Daneben wies er auf die erfolgreiche Zusammenarbeit mit dem NWDR bei den Nordwestdeutschen Heften und auf die langjährige Erfahrung des Verlags hin. Im Juni 1946 erhielt er die Lizenz für die Herausgabe einer Programmzeitschrift mit dem Arbeitstitel Radio-Post, und in den folgenden Vertragsverhandlungen mit dem NWDR ließ er sich das ausschließliche Recht zusichern, die Programme vollständig abzudrucken. Neben der kurzfristigen Programmvorschau in den Tageszeitungen sollte der NWDR keinen anderen Programmzeitschriften den Abdruck genehmigen.
Nachdem zunächst der Vertrieb einer Zeitung unter dem Namen Hört mit! von der britischen Militärregierung mit Hinweis auf den von den Nationalsozialisten verbreiteten Warnspruch „Feind hört mit“ abgelehnt worden war, gelang die Genehmigung des Namens Hör Zu!. Am 11. Dezember 1946, ein Jahr nach Erteilung der Verlagslizenz, erschien somit die erste Ausgabe von Hör Zu!. Die Druckauflage der zwölfseitigen Zeitschrift war auf 250.000 Exemplare beschränkt, der Einzelpreis betrug 0,30 Reichsmark. Der Chefredakteur Eduard Rhein wandte sich in einem Grußwort an die Leser:

„Hör Zu will nicht eine Illustrierte ersetzen, nicht eine Gartenlaube mit Häkelmuster und Rundfunkprogramm sein, nicht mit der Bühne und dem Film kokettieren. […] Hör Zu hält den Rundfunk nur für eine Vorstufe des farbigen, plastischen Fernsehrundfunks.“

Inhaltlich boten die ersten Ausgaben der Hör Zu Berichte über den NWDR, Neuigkeiten aus der Rundfunk- und Fernsehtechnik, Porträts der Kommentatoren und den obligatorischen Technischen Fragekasten, der Lesern bei der Reparatur ihrer Rundfunkempfänger half.
In enger redaktioneller Zusammenarbeit mit den Redakteuren des NWDR wurden neue Sendereihen und Hörspiele vorgestellt, Umfragen und Gewinnspiele geboten. Im vollständigen Programmteil war jedem Wochentag eine Seite gewidmet, die Sendezeit von 20–22 Uhr hob ein Kasten hervor. Neben dem Programm des NWDR stand das Programm der übrigen deutschen Rundfunksender, der BBC, von Paris und Paris Nationale abgedruckt. Eine Leserbriefrubrik, ein kleines Kreuzworträtsel und Witze rundeten das Heft ab.

### Neustrukturierung
Als mit Hilfe des European Recovery Programs die Papierknappheit und die damit verbundene Beschränkung der Druckauflage ein Ende hatte, setzte sich der westdeutsche Zeitschriftenmarkt in Bewegung. Die Währungsreform von 1948 sorgte für mehr Sparsamkeit in den westdeutschen Haushalten, und viele Zeitungen und Zeitschriften standen vor dem wirtschaftlichen Aus.
Der Wegfall der Lizenzpflicht öffnete den Markt auch für unpolitische, leserorientierte Produkte. Die Illustrierten lieferten ihren Lesern nicht nur Berichte, sondern auch bunte Bilder. Quick und Revue vervielfachten ihre Auflagen.
Gleichzeitig wurde die bisherige redaktionelle Zusammenarbeit mit dem NWDR immer geringer. Der Rundfunksender gestattete auch anderen Programmzeitschriften den Abdruck seines Hörfunkprogramms, und eine Neuorientierung und -strukturierung sollte für das wirtschaftliche Überleben der Hör Zu! der einzige Ausweg sein.
Ab 1949 erweiterte Hör Zu! die bisherige Heftstruktur um Elemente aus den Publikumszeitschriften, zum Beispiel Rezepte und Fortsetzungsromane, und strich die technische Berichterstattung. Kinofilme und -stars wurden Teil der Berichterstattung, und mit Klatsch und Tratsch näherte man sich den Illustrierten weiter an. Die Zeitschrift versuchte, eine heile Welt für ihre Leser zu schaffen, und die Titelbilder der 50er und 60er trugen Illustrationen des Malers Kurt Ard, die „typische“ Familiensituationen darstellten.

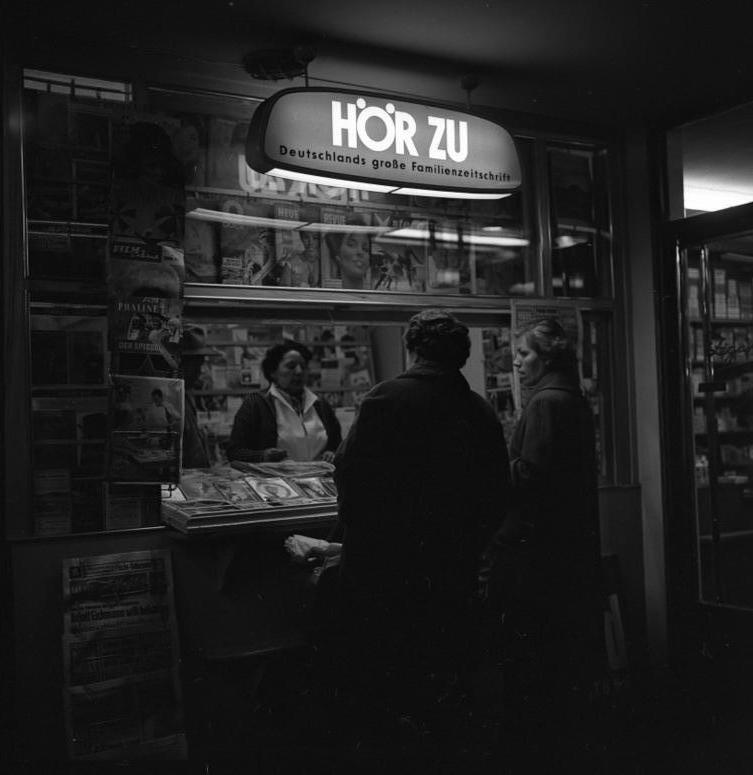
Kiosk mit Reklameschild, Wuppertal 1961

Um die führende Marktposition unter den Programmzeitschriften zu verteidigen und auszubauen, wurde im September 1961 die Westberliner Radio-Fernseh-Revue, welche der Springer-Verlag 1959 vom aufgekauften Ullstein Verlag übernommen hatte, mit der Hör Zu! vereinigt. Die Radio-Fernseh-Revue war 1946 unter dem damaligen Namen Radio-Revue vom Berliner Verleger Heinz Ullstein als Radio-Programmzeitung für den Westberliner Sender RIAS gegründet worden und wurde dann nach dem Erwerb des Ullstein-Verlags durch Springer vorübergehend als Schwesterzeitschrift der Hör Zu! weitergeführt.

### Generationenwechsel
1962 kam es zu einem Einbruch der Auflage. 1965 wechselte der Bild-am-Sonntag-Chefredakteur Hans Bluhm an die Spitze der Redaktion. Bluhm schaffte es ohne eine wesentliche Änderung des familiären Charakters, die Zeitschrift an den Markt der späten 1960er anzupassen und dem neuen Unterhaltungsmedium Fernsehen gerecht zu werden.
So verleiht Hör Zu seit 1965 jährlich die „Goldene Kamera“ und konzentrierte sich nicht länger nur auf Film-, sondern auch auf Fernseh-Schauspieler. Die Überschriften und Fotos wurden größer, die Zeitschrift noch visueller und großzügiger gestaltet.
1979 betrug die Druckauflage 4.438.600 Exemplare.

### „Hörzu“ heute
Heute zeigt sich die Hörzu in einem fast unveränderten Format, wendet sich aber in der Titelthemenauswahl mehr an ein älteres Publikum. Neben der bewährten Programm-Berichterstattung sind allgemeine Themen (Natur, Gesundheit) das zentrale Element; mitunter auch Hintergrundinformationen und Produktionsberichte von Fernsehbeiträgen; Rezepte, Rätsel und Witze runden ab. Im Logo ist immer noch der 3-Farbkreis des Farbfernsehens (additive Farbmischung) vorhanden.
Weiterer, fester Bestandteil ist ein vierseitiges Feature, das das Thema einer aktuellen Fernsehdokumentation aufgreift. Häufig finden sich Tipps und Ratgeber zu Reisezielen, Recht und Gesundheit. Seit 1995 zeichnet der Cartoonist Wolf-Rüdiger Marunde jede Woche einen spöttischen Blick auf das Leben auf dem Lande.
Neben der Hörzu verlegt die Funke Mediengruppe u. a. die Programmzeitschriften TV Digital, Gong und Bild+Funk, die sich inhaltlich mit der Hörzu geringfügig überschneiden.
2019 betrug die Druckauflage 929.030 Exemplare.

## Ein Igel als Markenzeichen
Mit der Ausgabe 43/1949 hatte die Hör Zu! ein Redaktions-Maskottchen: den Igel Mecki. Basierend auf Werbematerial zum Trickfilm Der Wettlauf zwischen dem Hasen und dem Igel (1939) sollte Mecki redaktionelle Themen kommentieren und über mögliche Missstände im Rundfunk „meckern“. Da er bei den Lesern schnell beliebt war, erschien ab Herbst 1951 zunächst unregelmäßig, dann wöchentlich ein Comic mit Mecki und seinen Freunden, Charly Pinguin und dem Schrat. Mecki wurde zum Markenzeichen und zentralen Werbeträger der Hör Zu und erscheint heute wieder in Fortsetzungsgeschichten (bis 2022 des Zeichners Johann Kiefersauer, seitdem von Sascha Wüstefeld).

## Trivia
In den 1970er- und 1980er-Jahren malte der Künstler Jörn Meyer insgesamt 65 Titelbilder im Stil der Naiven Malerei für die Hörzu. Damit schuf er mehr Titelbilder für die Zeitschrift als jeder andere und es verhalf nicht nur ihm zum endgültigen Durchbruch als Künstler, sondern verschaffte auch der Hörzu große Popularität.

## Programmzeitschrift für Kinder
Im Jahre 1979 wurde eine kindgerechte wöchentliche Programmzeitschrift unter dem Namen Siehste auf den Markt gebracht, die jedoch im folgenden Jahr auf Grund zu geringer Verkaufszahlen wieder eingestellt wurde. Im Logo der Siehste finden sich die drei Punkte des Hörzu-Erkennungszeichens als Teil eines Cartoon-Gesichts wieder.

## Chefredakteure
- 1946–1965: Eduard Rhein
- 1965–1974: Hans Bluhm
- 1974–1985: Peter Bachér
- 1985–1987: Felix Schmidt
- 1987–1989: Helmut Reinke
- 1989–1997: Klaus Stampfuss
- 1997–1999: Andreas Petzold
- 1999–2001: Michael Lohmann
- 2001–2003: Jörg Walberer
- 2003–2009: Thomas Garms
- seit 1. Februar 2009: Christian Hellmann